# Gérard Dufresne
Pour les articles homonymes, voir Dufresne.
Gérard Dufresne est un homme politique québécois et notaire, maire de la ville de Trois-Rivières au Québec du 16 septembre 1963 au 6 novembre 1966.

## Réalisations
Durant son administration, fut construit l'actuel hôtel de ville et la Maison de la culture, inaugurés en 1967 et qui se sont mérités un prix d'architecture en 1971.
Il meurt le 24 septembre 2024 à l'âge de 96 à Trois-Rivières.